# Zhuchengosaurus

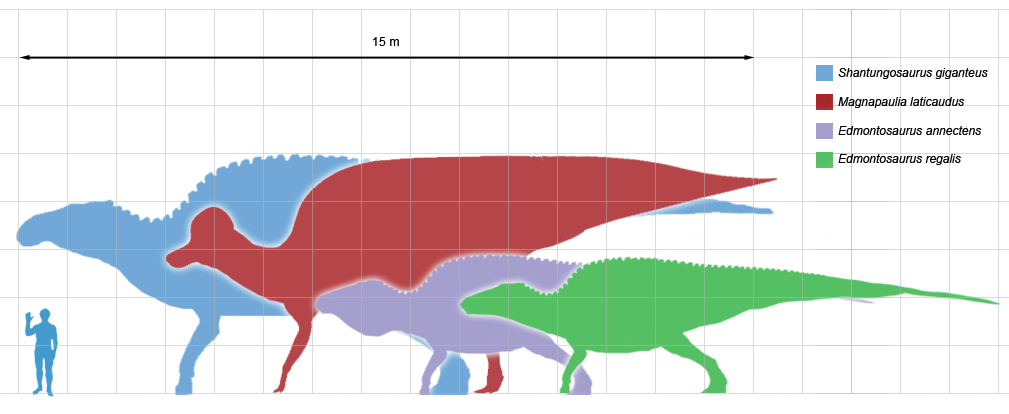
Zhuchengosaurus (blauw) in relatie tot andere Euornithopoda

Zhuchengosaurus maximus is een plantenetende dinosauriër behorend tot de groep van de Euornithopoda en meer in het bijzonder de Hadrosauroidea die tijdens het late Krijt leefde in het huidige China. Vermoedelijk betreft het een jonger synoniem van Shantungosaurus.

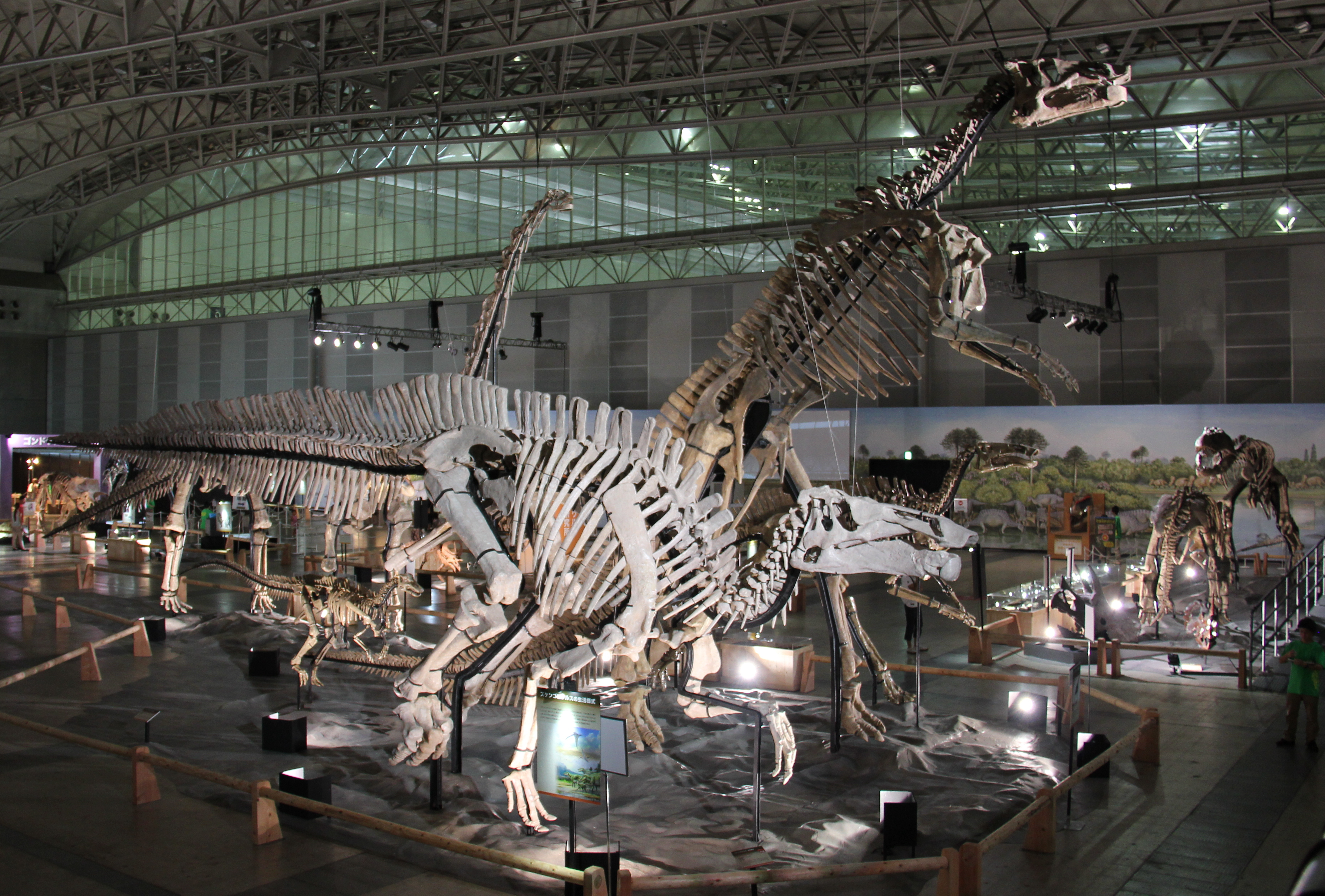
Dergelijke reusachtige skeletten van Shantungosaurus werden aangezien voor een apart geslacht

De typesoort Zhuchengosaurus maximus werd in 2007 benoemd en beschreven door Zhao Xijin, Li Dunjing, Han Gang, Zhao Huaxi, Liu Fengguang, Li Laijin en Fang Xiaosi. De geslachtsnaam verwijst naar de stad Zhucheng. De soortaanduiding maximus betekent "de allergrootste" in het Latijn en verwijst naar de opmerkelijke grootte van Zhuchengosaurus.
Het holotype, ZCDM HS0001, is gevonden in de Xingezhuangformatie. In 2007 werd aangenomen dat het een andere aardlaag betrof, de Wangshiformatie, die ligt op de grens van het Albien en het Cenomanien, en die dus zo'n 99 miljoen jaar oud was. Tegenwoordig echter wordt de formatie waartoe de vondstlaag behoorde als aanzienlijk jonger gezien want stammend uit het Campanien. Het holotype bestaat uit de achterkant van een schedel en verschillende botten van het postcraniaal skelet. Verschillende specimina werden aan de soort toegewezen. Specimen ZCDM HP0227 is een opperarmbeen. Specimen ZCDM HP0021 is een schouderblad. Specimen ZCDM HP0120 is een dijbeen. Specimen ZCDM HP0218 is een scheenbeen. Specimen SCDM HP0100 is een darmbeen. Deze vertegenwoordigen meerdere individuen. De vondsten werden gedaan in de provincie Shandong.
Er werd een skelet opgesteld, uit de botten van verschillende individuen samengesteld, dat 16,6 meter lang was en waarvan de kop 9,1 meter haalde. Het heiligbeen telde zes sacrale wervels. Dit maakt Zhuchengosaurus tot een van de grootste hadrosauroïden, met een gewicht van boven de tien ton. Hij zou volgens de beschrijving uit 2007 een basale positie innemen bij die groep.
Volgens een studie uit 2011 zou Zhuchengosaurus slechts zeer grote exemplaren van Shantungosaurus vertegenwoordigen.